# 프랑켄슈타인 여자를 만들다
프랑켄슈타인 여자를 만들다(Frankenstein Created Woman)는 영국에서 제작된 테런스 피셔 감독의 1967년 공포, 드라마, SF 영화이다. 피터 커싱 등이 주연으로 출연하였고 안소니 넬슨 케이스 등이 제작에 참여하였다.

## 출연

### 주연
- 피터 커싱
- 수잔 덴버그

### 조연
- 쏘리 월터스
- 로버트 모리스
- 던컨 라몽
- 피터 블라이스
- 배리 워렌
- 데릭 폴즈
- 앨런 맥노튼
- 피터 매든
- 필립 레이
- 콜린 제본스
- 바틀렛 멀린스
- 알렉 망고
- 케빈 프루드
- 하워드 랭
- 존 맥심
- 안토니 빅카스

## 제작진
- 미술: 버나드 로빈슨
- 배역: 아이린 램